# حزاميات (فطر)
الحلويات الكاذبة أو الحزاميات (الاسم العلمي: Strophariaceae)، فصيلة فطور من رتبة الغاريقونيات، تضم 18 جنسًا و1316 نوعًا.
تتميز أنواع الحلويات الكاذبة ببصمات أبواغ تتراوح ألوانها بين البني المحمر والبني الداكن، في حين أن الأبواغ نفسها ناعمة ولها مسام جرثومية قمية. تتميز هذه الفطريات أيضًا بوجود بصيلات شعرية تشبه الجلد. من الناحية البيئية، جميع الأنواع في هذه المجموعة هي كائنات حية زاحفة، تنمو على أنواع مختلفة من المواد العضوية المتحللة. حُددت هذه الفصيلة في عام 1946 من قبل عالمي الفطريات رولف سنجر وألكسندر إتش سميث.